# Murder at Dawn
Murder at Dawn és una pel·lícula d'espionatge estatunidenca de 1932 dirigida per Richard Thorpe. La pel·lícula també es coneix com The Death Ray al Regne Unit.

## Argument
La invenció d'una nova dinamo per crear electricitat a partir de la llum posarà en perill l'inventor, el professor Farrington, i la seva filla Doris.

## Repartiment
- Jack Mulhall com Danny
- Josephine Dunn com Doris Farrington
- Eddie Boland com Freddie
- Marjorie Beebe com Gertrude
- Martha Mattox com la mestressa de casa
- Mischa Auer com Henry
- Phillips Smalley com Jutge Folger
- Crauford Kent com Arnstein